# Арденни
50°15′00″ пн. ш. 5°40′00″ сх. д. / 50.25° пн. ш. 5.6666666666667° сх. д.
Арде́нни (фр. Ardennes) — гірська система і лісовий масив у Бельгії, Франції та Люксембурзі; західне продовження Рейнських Сланцевих гір.

## Загальна характеристика
Довжина близько 160 км, висоти до 694 м (Ботранж); складаються зі сланців та пісковиків; ліси (бук, граб, дуб); через Арденни протікають річки Мозель та Маас. Виникли у палеозої (герцинська складчастість). Платоподібна поверхня Арденн розчленовується на окремі масиви. В Арденнах є родовища кам'яного вугілля і залізної руди, а на вершинах торфовища.

## Історія
В Арденнах точилися важкі бої під час Першої і Другої світових воєн.